# I Can Do It with a Broken Heart
«I Can Do It with a Broken Heart» — другий сингл американської співачки та авторки пісень Тейлор Свіфт з одинадцятого альбому «The Tortured Poets Department», випущеного у 2024 році. Пісня, співавтором і продюсером якої є Свіфт та Джек Антонофф, описує її здатність зосередитися на роботі попри особисті труднощі на початку туру The Eras Tour.
Музичне оформлення пісні «I Can Do It with a Broken Heart» належить до жанрів електропоп і денс-поп, з помітним впливом хаус і баблгам музики. Композиція характеризується оптимістичним звучанням та використанням синтезаторних арпеджіо. Після релізу альбому музичні критики відзначили пісню як виняткову завдяки її оптимістичному звучанню, яке контрастувало з загальним повільним темпом інших композицій. У рамках оновлення сет-листа туру The Eras Tour у 2024 році Свіфт вирішила включити до нього цю композицію.
Міжнародний реліз «I Can Do It with a Broken Heart» як синглу розпочався з італійського радіо 2 липня 2024 року (Universal Music Group), а потім продовжився в США 12 липня 2024 року, де пісня була направлена на радіостанції сучасного формату (Republic Records). 16 липня пісня отримала глобальний цифровий реліз. Пісня «I Can Do It with a Broken Heart» досягла 5-го місця в чарті Billboard Global 200 та увійшла до топ-10 в Австралії, Канаді, Ірландії, Новій Зеландії, Філіппінах, Сінгапурі, Великій Британії та Сполучених Штатах. Вона була сертифікована в Австралії, Новій Зеландії, Португалії та Великобританії.

## Передумови й реліз
Тейлор Свіфт розпочала роботу над новим альбомом незабаром після завершення альбому «Midnights» (2022) та продовжувала писати пісні під час туру «The Eras Tour» у 2023 році. Формування концепції альбому відбувалося на тлі широкого публічного інтересу до приватного життя Свіфт. Вона визначила альбом The Tortured Poets Department як «рятівний круг», необхідний для вираження певних ідей та емоцій.
«I Can Do It with a Broken Heart» є тринадцятим треком в альбомі, випущеному лейблом Republic Records 19 квітня 2024 року. З травня 2024 року трек був включений в оновлений сет-лист The Eras Tour. Щоб відзначити європейський етап туру, Universal Music Group представила пісню як другий сингл з альбому на італійських радіостанціях 2 липня 2024 року. 12 липня 2024 року Republic Records ініціювала ротацію пісні на поп-радіостанціях США. Трек став доступним на цифрових музичних платформах з 16 липня 2024 року. Обкладинка синглу ілюструє виступ Свіфт під час концерту туру The Eras Tour у Ліоні, Франція, 2 червня 2024 року.

## Музика та слова
Пісня «I Can Do It with a Broken Heart» є результатом спільної творчості Тейлор Свіфт та Джека Антоноффа. Антонофф, крім написання пісні та продюсування, також відповідав за інструментальну частину треку, граючи на барабанах, піаніно та синтезаторі. Лаура Сіск та Олі Джейкобс взяли участь у записі треку, виконуючи фоновий вокал, перкусію та один з текстових фрагментів. «I Can Do It with a Broken Heart» — це яскравий приклад поєднання електропопу та денс-попу. Музична композиція виконана у простому такті, має темп 132 удари за хвилину та тональність до мажор. Вона поєднує в собі елементи хаус-музики та легкого танцювального ритму, що контрастує із загальним меланхолійним настроєм альбому. Для створення інструментальної частини треку використано техніку арпеджіо на синтезаторі. У своїх оглядах музичні критики відзначали схожість нової пісні Свіфт з її попередньою роботою «Mastermind», а також з творчістю таких артистів як Робін і Pet Shop Boys.
У пісні викладається думка про те, що головний герой має продовжувати виконувати свої публічні обов’язки, навіть зазнаючи емоційного болю. За оцінкою Джоел Калфі з Harper's Bazaar, пісня демонструє розбіжність між її радісним звучанням та відвертим описом емоційного стану Свіфт, пов'язаного з розривом стосунків. Музичні критики висунули гіпотезу, що пісня «I Can Do It with a Broken Heart» відображає бажання Свіфт приховувати негативні емоції, пов'язані з розривом, під час концертів туру. Цей висновок базується на рядку пісні: «Я розбилася на шматочки поки натовп кричав: "Ще"». Вілл Гарріс з Q зазначив, що ліричний зміст пісні відображає стан емоційної дисгармонії та невзаємності почуттів, зокрема це видно з таких рядків: «Я в такій депресії, але поводжусь так, начебто в мене день народження кожен день/ Я так одержима ним, але він уникає мене, як чума».

## Музичне відео
Кліп вперше був показаний на лондонському шоу The Eras Tour 20 серпня 2024 року. На платформі Youtube випущений 21 серпня 2024 року, він набрав 1 мільйон переглядів за 13 хвилин після релізу. Музичне відео складається з різноманітних кадрів,  знятих під час репетицій, концертного виступу та реакції аудиторії.

## Рецензії критиків

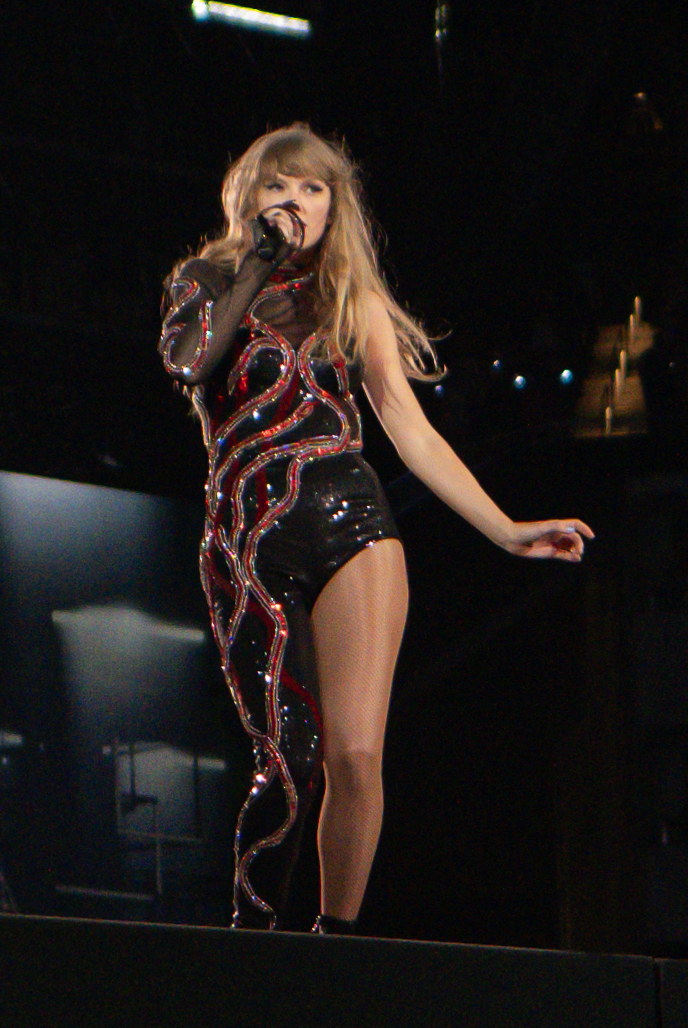
Текст зображує розбите серце Свіфт, коли їй доводилось виступати в турі Eras Tour у 2023 році.

Журнал Variety у своєму огляді альбому дав високу оцінку «I Can Do It with a Broken Heart», назвав її кульмінаційною точкою альбому та висловив припущення, що вона стане одним із найпопулярніших і найчастіше прослуховуваних треків з цього альбому. Згідно з рейтингом журналу Billboard, пісня посіла восьме місце серед 31 треку розширеної версії альбому «The Tortured Poets Department: The Antology». Джош Курп з Uproxx включив пісню «I Can Do It with a Broken Heart» до списку найсильніших композицій альбому, а Алекс Хадсон з Exclaim! відзначив, що саме продакшн цієї пісні робить її найвиразнішою в контексті всього альбому.
У публікації в The Guardian, Лора Снейпс оцінила рядки пісні «вогні, камера, стерво, посмішка» як такі, що мають потенціал стати інтернет-мемом, і вказала, що пісня точно відображає бажання Свіфт повернути свою музику на платформу TikTok. За оцінкою Лори Моллой з NME, пісня «I Can Do It with a Broken Heart» має більший потенціал для швидкого поширення в інтернеті, ніж для глибокого емоційного впливу на слухача. Відповідно до рецензії Олівії Горн у Pitchfork, лірика пісні демонструє використання лексики та стилістики, характерної для інтернет-мемів, а музична композиція виявляє значну схожість із попередніми спільними роботами Свіфт та Антоноффа. Том Брейхан для Stereogum зазначив, що пісня продемонструвала музичну енергію та винахідливість. За його словами, цей твір відкрив нові можливості для творчості Свіфт, відзначивши особливо її вокал та клавішні аранжування. Джон Вольмахер з Beats Per Minute зазначив, що характерною рисою цієї пісні є безтурботна та маніакальна манера виконання, яка викликає позитивні емоції.

## Комерційний успіх
Після релізу альбому дев'ять його треків увійшли до топ-10 чарту Billboard Global 200. Зокрема, пісня «I Can Do It with a Broken Heart» дебютувала на п'ятому місці, збільшивши кількість топ-10 дебютів Свіфт у цьому чарті до 33. У Сполучених Штатах пісня посіла третє місце в чарті Billboard Hot 100. «I Can Do It with a Broken Heart», разом з іншими 13 треками з альбому, дозволила Свіфт стати першою виконавицею, чиї пісні зайняли всі перші 14 позицій у чарті Hot 100. Пісня досягла 37-го місця в чарті Adult Pop Airplay під час свого релізу. В Австралії «I Can Do It with a Broken Heart» посіла п'яте місце в чарті синглів ARIA. Паралельно з цим, Тейлор Свіфт встановила новий рекорд за кількістю релізів, випущених за тиждень — 29.
Пісня «I Can Do It with a Broken Heart» увійшла до топ-10 музичних чартів Канади (4), Ірландії (5), Сінгапуру (5), Нової Зеландії (6), Великої Британії (8), і Філіппін (10). Вона також увійшла до топ-20 чартів у низці країн, зокрема: номер 11 в Австрії, номер 12 у Латвії, номер 14 у Малайзії та Португалії, номер 15 у Бельгії та Люксембурзі, номер 17 у Швеції та номер 19 у Хорватії, Данії та Південній Африці. Пісня здобула золоту сертифікацію в Австралії, Новій Зеландії та Португалії, а також срібний сертифікат у Великій Британії. 

## Персонал
- Тейлор Свіфт — вокал, авторка пісні, продюсерка
- Джек Антонофф — продюсер, автор пісні, барабани, піаніно, Juno, M1, перкусія, програмування
- Олі Джейкобс — бек-вокал, перкусія, словесний відрізок, інженер звукозапису
- Сербан Генеа — зведення
- Брайс Бордоне — мікс-інженер
- Лаура Сіск — інженер звукозапису
- Джон Шер — асистент інженера звукозапису
- Джек Меннінг — асистент інженера звукозапису
- Лорен Маркес — асистент інженера звукозапису
- Джо Колдвелл — асистент інженера звукозапису
- Ренді Меррілл — мастеринг
- Райан Сміт — мастеринг

## Чарти
| Чарт (2024)                          | Найвища позиція |
| ------------------------------------ | --------------- |
| Аргентина (Argentina Hot 100)        | 64              |
| Австралія (ARIA)                     | 5               |
| Австрія (Ö3 Austria Top 40)          | 11              |
| Бразилія (Brasil Hot 100)            | 61              |
| Канада (Canadian Hot 100)            | 4               |
| Хорватія (Billboard)                 | 19              |
| Чехія (Singles Digitál Top 100)      | 21              |
| Данія (Tracklisten)                  | 19              |
| Фінляндія (Suomen virallinen lista)  | 47              |
| Франція (SNEP)                       | 72              |
| Німеччина (Official German Charts)   | 60              |
| Global 200 (Billboard)               | 5               |
| Греція International (IFPI)          | 10              |
| Індія (IMI)                          | 11              |
| Індонезія (Billboard)                | 24              |
| Ірландія (IRMA)                      | 5               |
| Італія (FIMI)                        | 76              |
| Латвія (LAIPA)                       | 12              |
| Ліван (Lebanese Top 20)              | 19              |
| Литва (AGATA)                        | 30              |
| Люксембург (Billboard)               | 15              |
| Малайзія (Billboard)                 | 19              |
| Малайзія International (RIM)         | 14              |
| MENA (IFPI)                          | 15              |
| Нідерланди (Single Top 100)          | 35              |
| Нова Зеландія (Recorded Music NZ)    | 6               |
| Норвегія (VG-lista)                  | 27              |
| Філіппіни (Billboard)                | 10              |
| Польща (Polish Streaming Top 100)    | 59              |
| Португалія (AFP)                     | 14              |
| Сан-Марино (SMRRTV Top 50)           | 31              |
| Сінгапур (RIAS)                      | 5               |
| Словаччина (Singles Digitál Top 100) | 28              |
| ПАР (TOSAC)                          | 20              |
| Іспанія (PROMUSICAE)                 | 39              |
| Швеція (Sverigetopplistan)           | 17              |
| Швейцарія (Schweizer Hitparade)      | 30              |
| ОАЕ (IFPI)                           | 11              |
| UK Singles (OCC)                     | 8               |
| США Billboard Hot 100                | 3               |
| США Adult Pop Airplay (Billboard)    | 17              |
| США Pop Airplay (Billboard)          | 22              |

## Сертифікації
| Регіон                                                      | Сертифікація | Продажі |
| ----------------------------------------------------------- | ------------ | ------- |
| Австралія (ARIA)                                            | Золотий      | 35 000  |
| Нова Зеландія (RIANZ)                                       | Золотий      | 15 000  |
| Португалія (AFP)                                            | Золотий      | 5000    |
| Велика Британія (BPI)                                       | Срібний      | 200 000 |
| продажі+прослуховування, що базуються лише на сертифікаціях |              |         |

## Історія релізу
| Регіон          | Дата            | Формат                                       | Версія                       | Лейбл     |
| --------------- | --------------- | -------------------------------------------- | ---------------------------- | --------- |
| Італія          | 2 липня 2024 р  | - Радіомовлення                              | - Оригінал                   | Universal |
| Сполучені Штати | 12 липня 2024 р | - Contemporary hit radio                     | - Оригінал                   | Republic  |
| Інші            | 16 липня 2024 р | - Завантаження - Цифрові стримінгові сервіси | - Оригінал - Інструментальна | Republic  |